# 刀根康尚

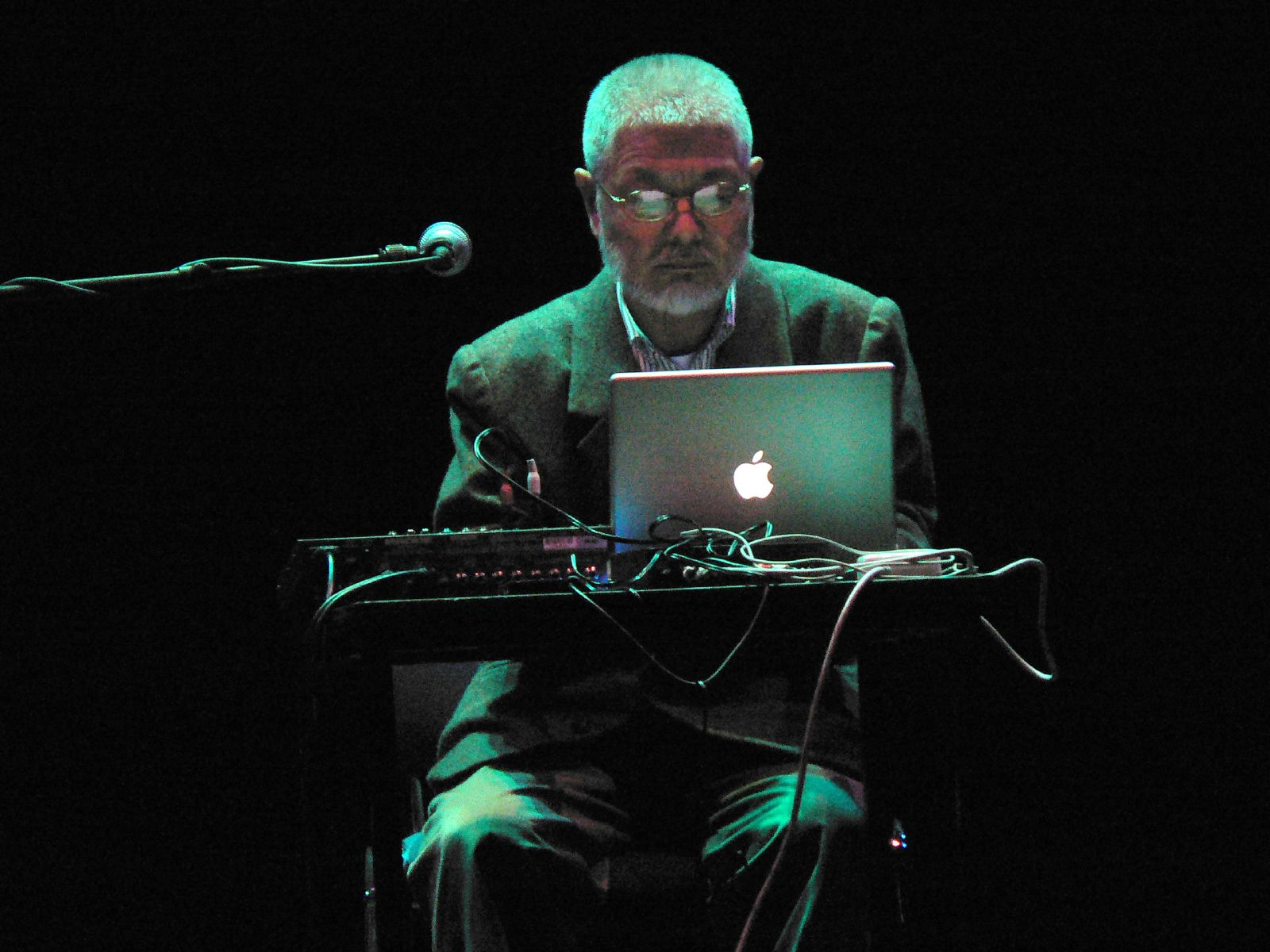
刀根康尚（アンディ・ニューコム Andy Newcombe 撮影）

刀根 康尚（とね やすなお、1935年 - 2025年5月12日）は、日本出身のアメリカ合衆国の前衛芸術家、音楽家。

## 概要
ノイズミュージックの第一人者。1935年、東京都・浅草に生まれる。
千葉大学の国文科に進学し、日本文学を専攻。シュルレアリスム文学を卒業論文のテーマにした。1957年に同大学を卒業。
1958年に、一柳慧を通じて知り合ったジョージ・マチューナスの誘いで、フルクサスに参加した。また同時期に即興演奏をはじめ、小杉武久、塩見允枝子、武田明倫、水野修孝らと即興音楽集団「グループ音楽」を結成、日本初の即興演奏グループとなった。ハイレッド・センターやチーム・ランダムにも参加、多くの前衛芸術運動に関わった。現代美術評論でも知られる。
1972年に渡米し、活動拠点をアメリカに移した。ジョン・ケージなどとも交流し、数々のイベントに参加した。
刀根の作品の中では、音楽作品が特によく知られており、CDの盤面に意図的に傷をつけて、プレイヤーが読み取るときにディストーション（ひずみ）を発生させる、という表現手法などを用いた。2002年には、アルス・エレクトロニカでデジタル・ミュージック部門の金賞を受賞している。
2025年5月12日に90歳で死去。

## 作品の特徴
CDなど音響再生産メディアに傷を故意に加え、ノイズを生み出す。〈意味を持たない音〉と〈新しいテクノロジーやメディアの主題化〉という二つのコンセプトを実施している。

## 主な作品

### アルバム
- Solo for Wounded CD (1997, Tzadik Records)
- Wounded Man'Yo #38-9/2001 (2001, Alku)
- 刀根 康尚 (2003, Asphodel Records)
- Palimpsest (2004, Mego) - フロリアン・ヘッカー（en）との共作。

### 参加作品
- 『幽閉者』 サウンドトラック

### 主な著作
- 刀根康尚「芸術の地殻変動:EXPOからヒッピーまで」『美術手帖』第289号、カルチュア・コンビニエンス・クラブ、1967年11月、98-109頁、ISSN 02872218、CRID 1523106605971793664。
- 刀根康尚「アメリカン・ドリームの墓碑銘:<マリリン・モンロー頌>展によせて」『美術手帖』第295号、カルチュア・コンビニエンス・クラブ、1968年3月、ISSN 02872218、CRID 1520573331181472128。
- 刀根康尚「ハプニングからインター・メディアヘ」『映画評論』第25巻第6号、新映画、1968年6月、80-83頁、CRID 1523951030431769088。
- 刀根康尚「芸術の環境化とは何か:アンディ・ワーホールが開示した領域」『デザイン批評』第8号、風土社、1969年1月、26-32頁、CRID 1523951029691295488。
- 刀根康尚「近代の崩壊:近代芸術における否定の原理の崩壊」『スペースデザイン』第56号、鹿島出版会、1969年7月、107-113頁、ISSN 05630991、CRID 1523951030107065472。* 刀根康尚「音楽と言語:記述された音楽と演奏された絵画との間」『デザイン批評』第11号、風土社、1970年4月、60-67頁、CRID 1521417754731038848。
- 刀根康尚「木村恒久:イメージ公害にたち向かう」『美術手帖』第326号、カルチュア・コンビニエンス・クラブ、1970年4月、56-61頁、ISSN 02872218、CRID 1522825130993833856。
- 刀根康尚「タージ・マハル旅行団と永久音楽」『映画評論』第27巻第6号、新映画、1970年6月、79-81頁、CRID 1520010380330777216。
- 刀根康尚「邦千谷:日常的な,あまりに日常的な」『美術手帖』第328号、カルチュア・コンビニエンス・クラブ、1970年6月、90-93頁、ISSN 02872218、CRID 1521980706066382464。
- 刀根康尚「芸術と環境に関するコラージュ」『スペースデザイン』第75号、鹿島出版会、1971年1月、43-46頁、ISSN 05630991、CRID 1520010380323276928。
- 刀根康尚「アウラ:芸術の外傷体験」『美術手帖』第346号、カルチュア・コンビニエンス・クラブ、1971年9月、56-63頁、ISSN 02872218、CRID 1523669555923000192。
- 刀根康尚「百花斉放・60年代初期」『美術手帖』第347号、カルチュア・コンビニエンス・クラブ、1971年10月、47-74頁、ISSN 02872218、CRID 1520573331181540992。
- 刀根康尚「遊戯的な空間:時間のない場所への旅行(子供と遊びと遊びの場を考える-2-)」『スペースデザイン』第90号、鹿島出版会、1972年3月、86-90頁、ISSN 05630991、CRID 1521699229642323968。
- 刀根康尚, 粉川哲夫「パラメディア・アートとは何か:テクノロジーを超える創造」『すばる』第13巻第9号、集英社、1991年9月、176-196頁、ISSN 03876381、CRID 1522543654841822592。
- 刀根康尚, 柿沼敏江「ジョン・ケージとレコード」第10巻第1号、NTT出版、2001年、ISSN 09183841、CRID 1521136279825041280。

## 関連文献
- 馬場省吾「＜研究・制作ノート＞刀根康尚の一次文献、二次文献、作品リスト」『常盤台人間文化論叢』第2巻第1号、横浜国立大学都市イノベーション研究院、2016年3月、106-125頁、hdl:10131/10113、ISSN 2189-3160。